# 갈매동구릉 요금소
갈매동구릉 요금소(葛梅東九陵料金所, Galmae-Donggureung TG)는 경기도 구리시 갈매동에 위치한 세종포천고속도로 본선 상의 요금소이다. 인근에 중랑 나들목의 구리방향 진출 및 포천방향 진입 전용 요금소인 북중랑 요금소가 설치되어 있다.
2017년 6월 30일 세종포천고속도로 구리 ~ 포천 구간이 개통되면서 영업을 개시했으며, 관리는 한국도로공사 갈매동구릉영업소, 서울북부고속도로 갈매동구릉영업소에서 하고 있다.

## 연혁
- 2017년 6월 30일 : 세종포천고속도로 구리 ~ 포천 구간 개통과 함께 영업 개시[1]